# 判元見届
判元見届（はんもとみとどけ）は、江戸時代に武家から末期養子の申請が出された際に、江戸幕府から役人が派遣されて行われる確認作業のこと。申請者である危篤の当主（判元）の生存を見届けるとともに、願書に不審な点がないかを確認するために行われる。元来は、末期養子の届出に押判しなければならない当主が既に死亡していて、押印が偽造されている事態を防止するために行われるものである。
大名家の場合には大目付が、旗本・御家人の場合には所属する頭・支配（不在の場合には目付が代行）が、当主および養子予定者の親族縁戚、また当主の同役などが立ち会った上で確認が行われ、旗本・御家人の場合には所属する頭・支配（目付）によって改めて末期養子届が作成され、併せて老中・若年寄に提出された。
実際には時代が進むにつれて形骸化しており、明らかに当主が死亡している場合でも、遺体を屏風の奥に寝かせて危篤・昏睡状態という体にし、確認役は形式的に声をかけるだけの生存確認が行われたり、相当に融通の利いた運用がなされるようになっていた。